# Pierwszy rząd Julii Tymoszenko
Rząd Julii Tymoszenko – ukraiński rząd funkcjonujący od 4 lutego 2005 do września 2005.
Rząd powstał po dymisji pierwszego gabinetu Wiktora Janukowycza w związku ze zwycięstwem jego przeciwnika Wiktora Juszczenki w wyborach prezydenckich na Ukrainie w 2004 i masowym przechodzeniem deputowanych dotąd wspierających Łeonida Kuczmę na stronę „pomarańczowych”.
Do rządu weszli przedstawiciele takich ugrupowań, jak Blok Nasza Ukraina (NU), Ukraińska Partia Ludowa (UNP), Socjalistyczna Partia Ukrainy (SPU), partia Reformy i Porządek (PRP), Blok Julii Tymoszenko (BJuT), Ludowy Ruch Ukrainy (NRU) Partia Przemysłowców i Przedsiębiorców Ukrainy (PPPU) i bezpartyjni. Wielu z ministrów już w marcu 2005 przystąpiło do nowo utworzonej partii władzy Ludowego Związku „Nasza Ukraina” (NSNU).
W sierpniu 2005 rząd został uzupełniony o ministra ds. polityki węglowej. Julia Tymoszenko została zdymisjonowana, gdy 8 września 2005 prezydent podpisał dekret o dymisji jej rządu, powierzając misję sformowania rządu Jurijowi Jechanurowowi.

## Skład rządu
- Wołodymyr Łytwyn (LBŁ) – Przewodniczący Rady Najwyższej
- Julia Tymoszenko (BJuT) – premier
- Anatolij Kinach (PPPU) – pierwszy wicepremier ds. polityki przemysłowej
- Ołeh Rybaczuk (NU, potem NSNU) – wicepremier ds. integracji europejskiej
- Mykoła Tomenko (PRP, potem NSNU) – wicepremier ds. nauki i kultury
- Roman Bezsmertnyj (NU, potem NSNU) – wicepremier ds. reformy administracyjno-terytorialnej
- Serhij Teriochin (PRP) – minister gospodarki
- Wiktor Pynzenyk (PRP) – minister finansów
- Borys Tarasiuk (NRU) – minister spraw zagranicznych
- Anatolij Hrycenko (bezp.) – minister obrony
- Wiaczesław Kyryłenko (UNP, potem NSNU) – minister pracy i polityki społecznej
- Wołodymyr Szandra (NU, potem NSNU) – minister ds. polityki przemysłowej
- Ołeksandr Baraniwskyj (SPU) – minister rolnictwa
- Mykoła Poliszczuk (PRP, potem NSNU) – minister ochrony zdrowia
- Jurij Łucenko (SPU) – minister spraw wewnętrznych
- Roman Zwarycz (NRU, potem NSNU) – minister sprawiedliwości
- Iwan Płaczkow (bezp.) – minister paliwa i energetyki
- Jewhen Czerwonenko (NU, potem NSNU) – minister transportu
- Pawło Ihnatenko (NU, potem NSNU) – minister ochrony środowiska naturalnego
- Dawid Żwania (NU, potem NSNU) – minister ds. sytuacji nadzwyczajnych
- Stanisław Nikołajenko (SPU) – minister oświaty i nauki
- Jurij Pawlenko (NU, potem NSNU) – minister ds. rodziny, młodzieży i sportu
- Oksana Biłozir (NU, potem NSNU) – minister kultury
- Wiktor Topołow (NU, potem NSNU) – minister ds. przemysłu węglowego
- Ołeksandr Turczynow (BJuT) – szef SBU (poza składem rządu)